# Damon and Pythias (film 1914)
Damon and Pythias è un film muto del 1914 diretto da Otis Turner. Remake di Damon and Pythias diretto dallo stesso regista nel 1908, a sua volta tratto dall'antica leggenda greca di Damone e Finzia.

## Trama

### Prologo

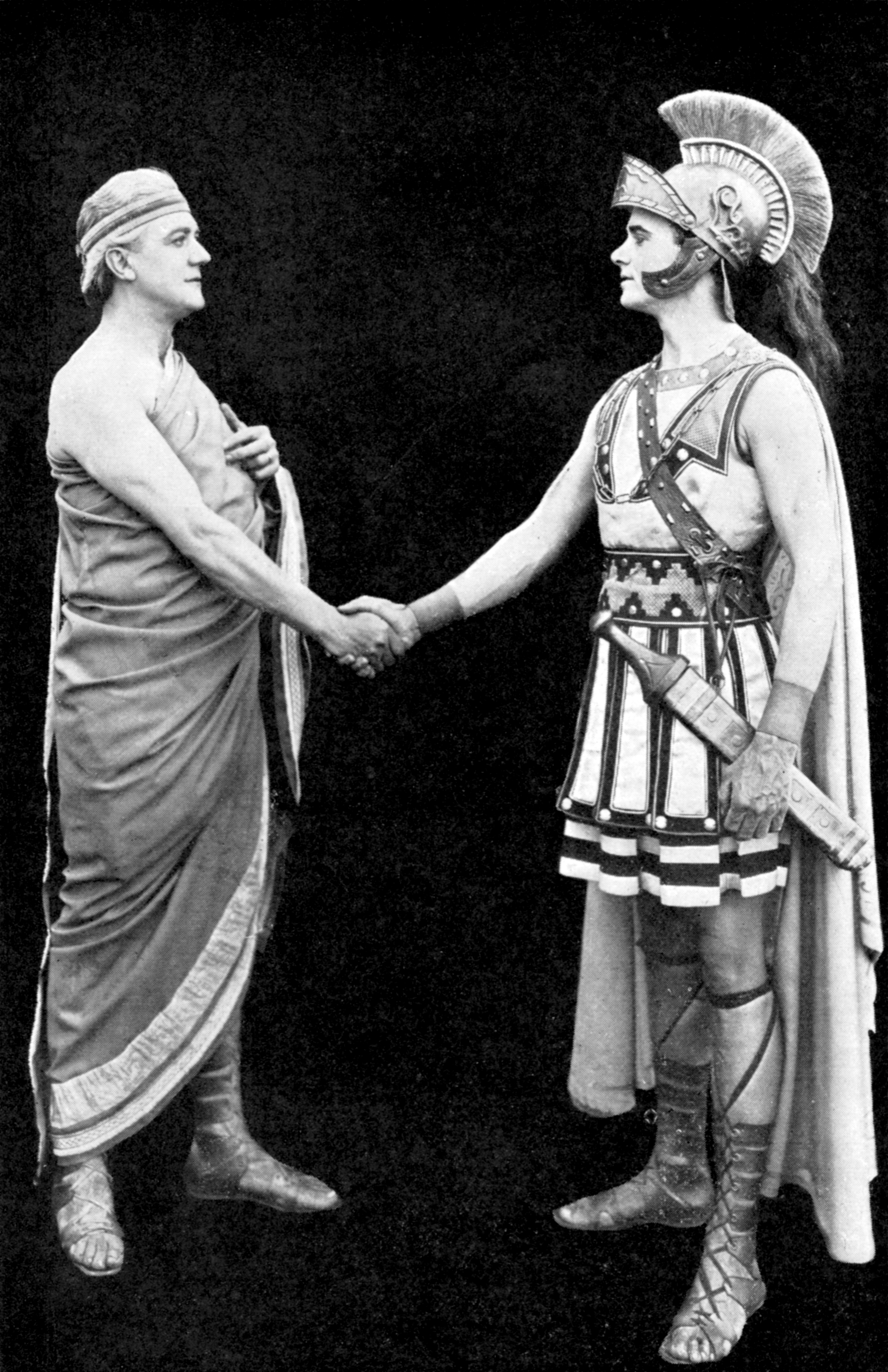
William Worthington (Damon) e Herbert Rawlinson (Pythias) in una scena del film

L'Acropoli vista dall'alto a volo d'uccello.

### La storia

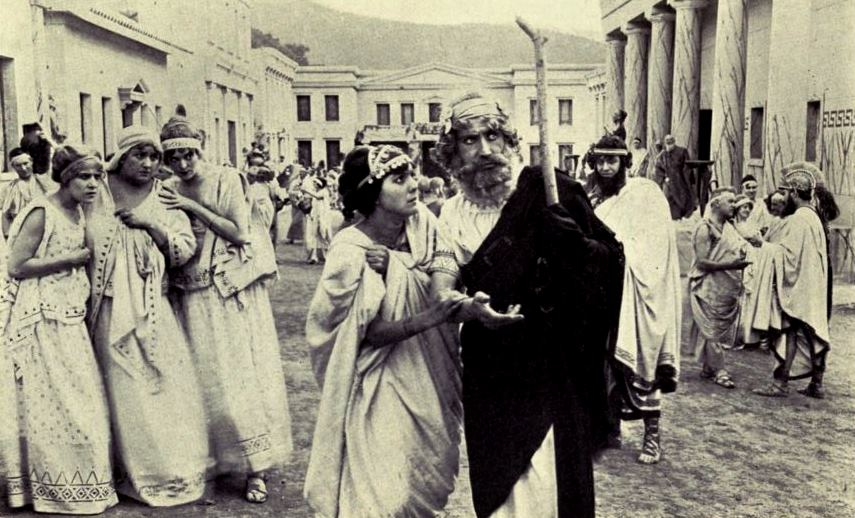
Ann Little (Calanthe) e Frank Lloyd (Dionisio) in una scena del film

A Siracusa, il generale Dionisio si incapriccia di Calanthe. la fidanzata di Pythias e, per sbarazzarsi di lui, lo manda a combattere i Cartaginesi nella battaglia di Agrigento. Pythias ritorna vincitore e il suo trionfo rende furioso Dionisio. La sua ira aumenta a dismisura quando poi Pythias sconfigge alla corsa dei carri il suo generale preferito, Aristle.
Durante la cerimonia di nozze tra Calanthe e Pythias, Dionisio si autoproclama sovrano approfittando dell'assenza di Damon, un senatore la cui amicizia con Pythias è conosciuta da tutti i cittadini di Siracusa. Damon organizza una congiura per uccidere il tiranno, ma fallisce e, catturato, viene condannato a morte. Pythias, allora, prende in carcere il posto dell'amico per dargli la possibilità di andare a salutare per l'ultima volta la moglie e il figlio. Se Damon non ritornerà indietro, a morire sarà Pythias. Ma il senatore ritorna e Dionisio, commosso dalla loro grande amicizia, li perdona e li lascia liberi.

## Produzione
Il film fu prodotto dall'Universal Film Manufacturing Company

## Distribuzione

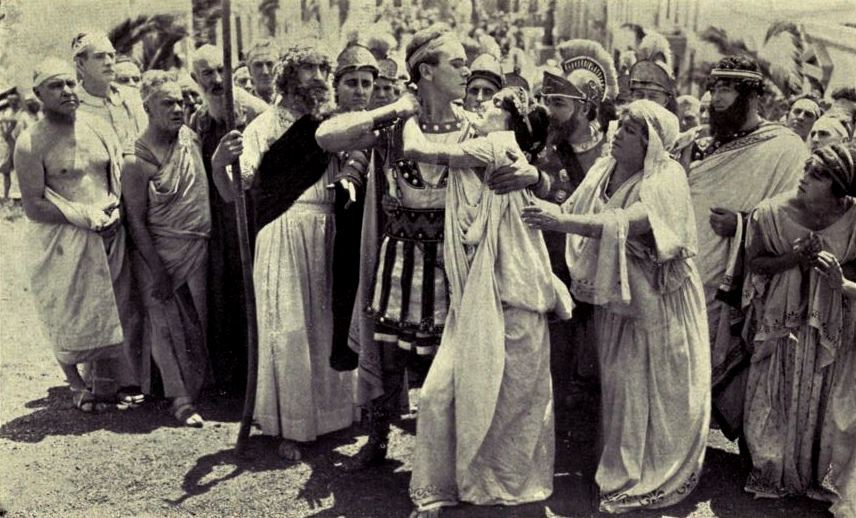
Cartolina pubblicitaria del film con la foto di William Worthington (Damon)

Il film uscì nelle sale cinematografiche USA il 23 novembre 1914, distribuito dalla Universal Film Manufacturing Company.